# Une saison blanche et sèche (film)
Pour le roman, voir Une saison blanche et sèche.
Pour plus de détails, voir Fiche technique et Distribution.
Une saison blanche et sèche (A Dry White Season) est un film américain dramatique et historique réalisé par la Française Euzhan Palcy en 1989.

## Synopsis
Un Sud-Africain blanc, issu de la classe moyenne, n'ayant pas d'intérêt pour la politique, va découvrir la réalité de l'apartheid lorsqu'il accepte d'aider son jardinier noir à retrouver son fils injustement emprisonné.

## Fiche technique
- Titre français : Une saison blanche et sèche
- Titre original : A Dry White Season
- Réalisatrice : Euzhan Palcy
- Scénario : Colin Welland et Euzhan Palcy, d'après le roman éponyme d'André Brink
- Photographie : Pierre-William Glenn et Kelvin Pike
- Musique : Dave Grusin, avec la participation de Hugh Masekela
- Montage : Glenn Cunningham et Sam O'Steen
- Casting : Mary Selway
- Décors : John Fenner
- Décorateur de plateau : Peter James
- Direction artistique : Michael Phillips et Alan Tomkins (en)
- Costumes : Charles Knode
- Production :
  - Productrice : Paula Weinstein (en)
  - Producteurs délégués : Tim Hampton et Mary Selway
- Sociétés de production : Davros Films, Star Partners II Ltd. et Sundance Productions
- Société de distribution : Metro-Goldwyn-Mayer
- Pays d'origine :  États-Unis  France
- Langue : anglais
- Format : couleur — 35 mm — 1,85:1 — son Dolby numérique
- Genre : drame politique, thriller
- Durée : 1 h 46
- Dates de sortie :
  - Japon : septembre 1989 (Festival de Tokyo)
  - États-Unis : 20 septembre 1989
  - France : 8 novembre 1989
- Affiche : Jouineau Bourduge (France)

## Distribution
(Dans l'ordre du générique de fin.)
- Donald Sutherland (VF : Bernard Tiphaine) : Benjamin Du Toit
- Janet Suzman (VF : Annie Bertin) : Susan Du Toit
- Zakes Mokae : Stanley Makhaya
- Jürgen Prochnow (VF : Bernard-Pierre Donnadieu)[1] : capitaine Stolz
- Susan Sarandon (VF : Béatrice Delfe)[2] : Melanie Bruwer
- Marlon Brando (VF : Roger Lumont)[3] : Ian McKenzie
- Winston Ntshona : Gordon Ngubene
- Thoko Ntshinga : Emily Ngubene
- Leonard Maguire (en) (VF : Julien Guiomar) : Bruwer
- Gerard Thoolen : colonel Viljoen
- Susannah Harker (VF : Stéphanie Murat) : Suzette Du Toit
- Andrew Whaley : Chris
- Rowen Elmes : Johan Du Toit
- Stella Dickin : mère de Susan
- David de Keyser (en) : père de Susan
- John Kani : Julius
- Sophie Mgcina : Margaret
- Bekhithemba Mpofu : Jonathan
- Tinashe Makoni : Robert
- Precious Phiri : Wellington
- Richard Wilson : Cloete
- Derek Hanekom : Viviers
- Michael Gambon : magistrat
- Ronald Pickup (VF : Fernand Berset) : Louw
- Paul Brooke (VF : Roger Carel) : Dr Herzog
- Ernest Ndhlovu : Archibald Mabaso
- Stephen Hanly : sergent Van Zyl
- Andrew Proctor : Jaimie
- Kevin Johnson : Gert
- Grant Davidson : lieutenant Venter
- Ndu Gumede : Douma
- Sello Maake : Johnson Seroke
- Charles Pillai : Dr S. D. Hassiem
- Rosemary Martin (en) : Mme Beachley
- Willie Zweni : Aubrey Kunene
- Mercia Davids : Sadie
- Mannie De Villiers : commandant de la police
- Anna Manimanzi : jeune fille de Soweto